# Gottfried Böhm

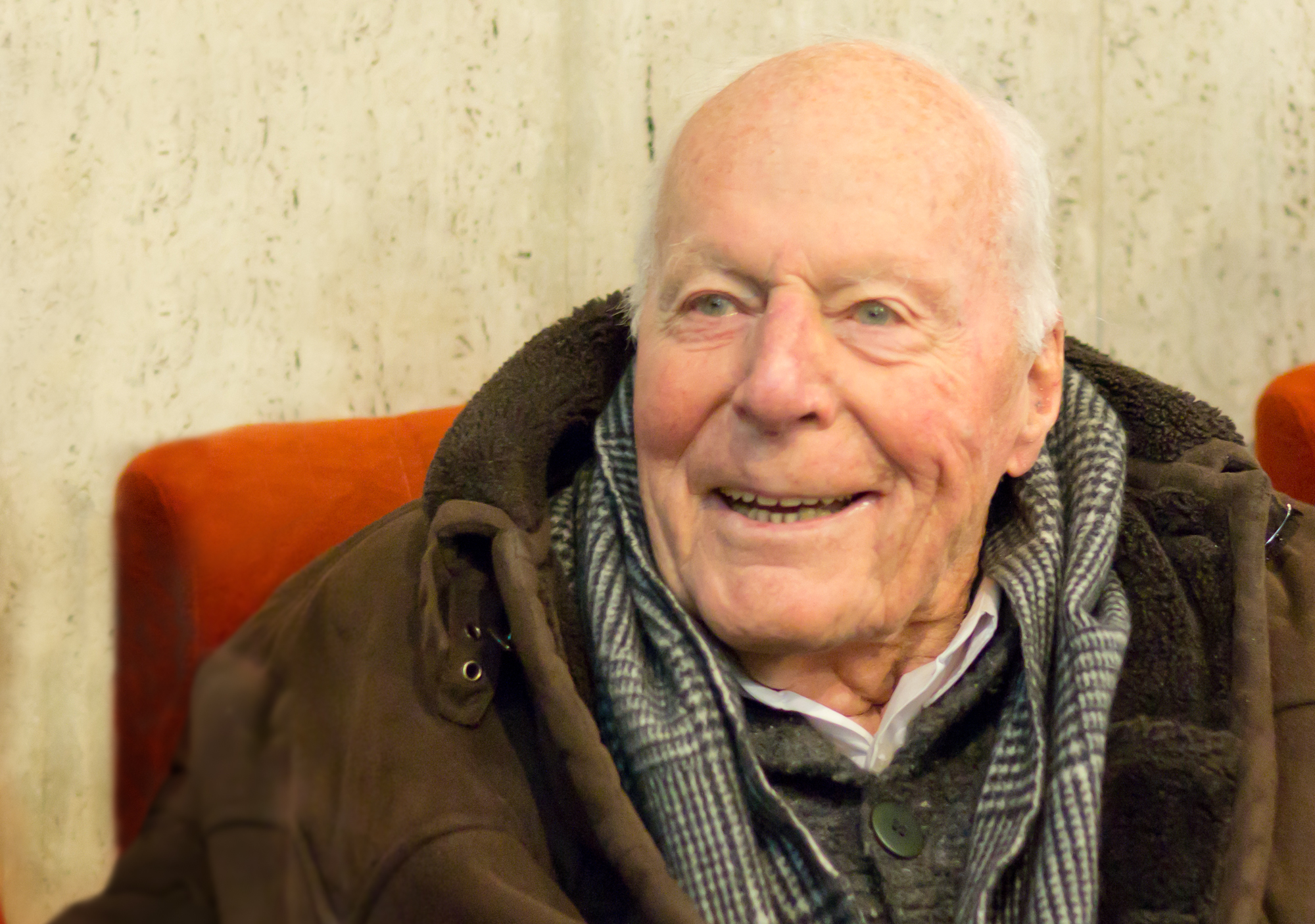
Gottfried Böhm (2015)

Gottfried Leo Böhm (* 23. Januar 1920 in Offenbach am Main; † 9. Juni 2021 in Köln) war ein deutscher Architekt, Bildhauer und Hochschullehrer.
Er gilt als bedeutender Architekt der Moderne und als „Ausnahmeerscheinung der deutschen Nachkriegsarchitektur“ und war die letzte Persönlichkeit der Architektengeneration, welche den Wiederaufbau nach 1945 in Westdeutschland und die westdeutsche Nachkriegsmoderne prägte. 1986 wurde er als erster deutscher Architekt mit dem angesehenen Pritzker-Preis ausgezeichnet.
Böhms Bekanntheit gründet sich auf seine skulpturalen Bauten aus Beton, Stahl und Glas, von denen einige als „Architektur-Ikonen des 20. Jahrhunderts“ gelten. Sein erster eigenständiger Bau war die Kölner Kapelle Madonna in den Trümmern (1947–1950); sein wohl bekanntestes Bauwerk ist der Mariendom in Neviges (1965–1968). Zu Ehren Gottfried Böhms vergibt die Stadt Köln seit 2023 gemeinsam mit der Technischen Hochschule Köln und dem Verein der Freunde und Förderer der Technischen Hochschule Köln e. V. das Gottfried-Böhm-Stipendium für postgraduierte Architektinnen und Architekten.

## Leben

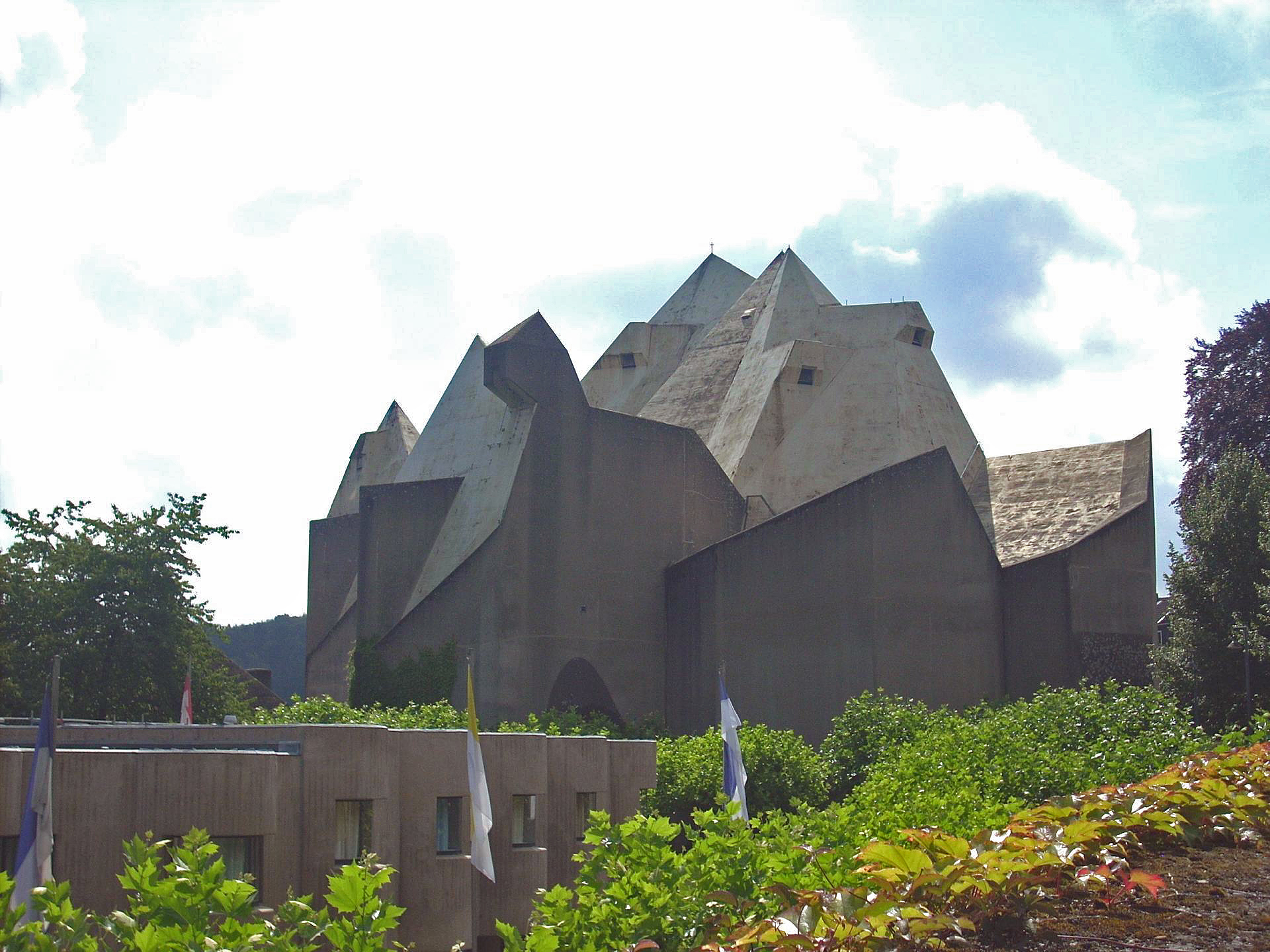
Maria, Königin des Friedens in Neviges gilt als wichtigstes Werk Böhms und typisches Beispiel der „Betonfelsen“ (Foto: 2007)

### Herkunft und Bildung 1920–1947
Gottfried Böhm wurde 1920 als jüngster von drei Söhnen Dominikus und Maria Böhms (geb. Scheiber) in Offenbach am Main geboren. Bereits sein Großvater Alois Böhm hatte in der bayerisch-schwäbischen Stadt Jettingen ein Baugeschäft. Sein Vater Dominikus verlegte 1926 sein Büro nach Köln, wo er bis 1934 eine Professur an den Kölner Werkschulen innehatte. Gottfried Böhm besuchte das Kölner Apostelgymnasium, das er 1938 mit dem Abitur verließ. 1939 zog sich Familie Böhm aus Köln ins heimische Jettingen zurück, wo Dominikus Böhm sein Architekturbüro weiterführte. Im selben Jahr wurde Gottfried Böhm zum Kriegsdienst eingezogen. Aufgrund einer 1942 in Russland erlittenen Fußverletzung wurde er vom Militärdienst befreit, studierte von 1942 bis 1947 Architektur an der TU München u. a. bei Adolf Abel und Hans Döllgast und, seinem ursprünglichen Berufswunsch entsprechend, Bildhauerei bei Josef Henselmann an der Kunstakademie. Er kommentierte in einem Interview zu seinem 100. Geburtstag im Magazin Monumente seine Berufswahl mit der Sorge, den Ansprüchen seines Vaters nicht zu genügen. Er wird in dem Artikel mit den Worten zitiert: „Ich hatte Angst, dass ich das nicht schaffe“. Kurz vor dem Ende des Zweiten Weltkriegs legte er seine Diplomprüfung ab. Eine Rückkehr in das in Trümmern liegende Köln verzögerte sich für die Böhms bis 1947; Gottfried Böhm arbeitete in dieser Zeit bildhauerisch und entwickelte freihängende „Gewebedecke“ über einem großen Zentralraum, die ihn später bekannt machten.

### Zusammenarbeit mit Dominikus Böhm 1948–1955
Zurück in Köln, arbeitete Gottfried Böhm mit seinem Vater Dominikus zusammen; die Aufträge wurden jedoch so aufgeteilt, dass Böhm junior unter eigenem Namen Projekte verwirklichen konnte. Der erste eigenständige Bau Gottfried Böhms war die Kapelle Madonna in den Trümmern der zerstörten Kirche St. Kolumba im Jahr 1947. 1948 heiratete Böhm seine ehemalige Kommilitonin an der TU München, die Architektin Elisabeth Haggenmüller († 2012); aus der Ehe gingen vier Söhne hervor: Stephan (* 1950), Markus (* 1953), Peter (* 1954) und Paul (* 1959). 1950/51 arbeitete Böhm in einer Bürogemeinschaft mit seinem Kollegen Paul Pott, zudem war er im Jahr 1950 bei der Wiederaufbaugesellschaft der Stadt Köln unter Rudolf Schwarz tätig. Während eines halbjährigen USA-Aufenthalts 1951 arbeitete Böhm im Büro von Cajetan Baumann, traf auf seiner Studienreise mit Walter Gropius und Mies van der Rohe zusammen. Nach seiner Rückkehr baute er sein eigenes Haus in Köln-Weiß im Bungalow-Stil.

### Das Bauatelier Gottfried Böhm 1955–1982
Nach dem Tod seines Vaters 1955 führte Böhm dessen Bauatelier weiter und errichtete im Zuge des Wiederaufbaus bis 1959 39 Kirchen. Böhms erster Profanbau war die Erweiterung der Godesburg in Bonn. In den Folgejahren entstand eine Reihe von Bauten, die Böhm international bekannt machen sollten. Als einer der architektonischen Höhepunkte im Schaffen Böhms gilt die Wallfahrtskirche Maria, Königin des Friedens in Velbert-Neviges; die ersten Architekturpreise 1967 und 1968 würdigten vor allem diesen Bau und das in derselben Periode entstandene Bensberger Rathaus. Als Ende der 1960er Jahre der Kirchenbau zurückging, entwarf Böhm Rat- und Bürgerhäuser wie in den 1970er Jahren Geschäfts- und Siedlungsbauten. 1971 stellte Böhm seine neuen Bauten im Kunstverein Ingolstadt aus. 1976 wurde er zum Mitglied der Deutschen Akademie für Städtebau und Landesplanung ernannt und nahm 1980 mit mehreren Wohnbauten in Berlin an der Internationalen Bauausstellung teil.

### Professor der Architekturabteilung an der RWTH Aachen 1963–1985
Als Nachfolger von Hans Schwippert führte Gottfried Böhm von 1963 bis 1985 den Lehrstuhl für Werklehre (später „Werklehre und Stadtbereichsplanung“) an der RWTH Aachen. Der Lehrstuhl „Böhm“ war im Sinne der von René von Schöfer 1926 begründeten Aachener Schule ein aktives Bau- und Lehratelier. Es wurde von Hans Schmalscheidt, dem dienstältesten Assistenten und Akademischen Oberrat, zusammen mit Konrad Schalhorn, Werner Finke, Frank Popp, Jan Pieper u. a. betrieben. Böhm und seine Assistenten beteiligten sich regelmäßig an aktuellen Bauaufgaben, insbesondere an großen Wettbewerben, deren Entwicklung und Ergebnisse unmittelbar die Lehre durch die Methode des Projektstudiums prägten. Diese baute auf 4 Maximen auf:
1. Architektur ist keine freie Kunst
2. Architektur ist an ein Umfeld gebunden, aus ihrer Geschichte abzuleiten, weiterzuführen und in diese einzufügen
3. Jede Architektur entspringt einem prägenden Baugedanken
4. Dieser Baugedanke durchdringt das Werk im Großen und Ganzen seines Gefüges.

Planungen wie die Neuordnung des Regierungsviertels Bonn (1974–1977) oder einer großen Passage vom Dom zum Rhein als Museum Ludwig in Köln (1979) waren herausragende Beispiele von Lehre und Forschung des Lehrstuhls Böhm mit dem Ziel, die zonierte Stadt zu überwinden und für alle Bürger wiederzubeleben. Als Aachen Group beteiligte sich der Lehrstuhl 1975 an der von Léon Krier kuratierten Ausstellung Rational Architecture The Architecture Of The City im ART NET von Peter Cook und stellte unter dem Titel Wohnen in der Stadt 1981 in der Kunsthalle Bielefeld aus (Katalog).

### Die Architektenfamilie Gottfried Böhm 1982–2021
Ab 1982 beteiligte Böhm seine Söhne an seinen Bauprojekten. Lehraufträge führten ihn in den Folgejahren erneut in die USA: Er unterrichtete am Massachusetts Institute of Technology, an der University of Pennsylvania Philadelphia, in St. Louis und an der Washington University sowie an der International Academy of Architecture (IAA) in Sofia. Das von Dominikus Böhm 1932 als Wohn- und Atelierhaus Am Römerberg in Köln-Marienburg errichtete Gebäude wird seit 2006, bis 2021 mit Beteiligung von Gottfried Böhm, von Peter, Stephan und Paul Böhm weitergeführt.

### Nachwirkungen
Am 21. November 2010 wurde die ehemalige Pfarrkirche St. Ursula in Hürth-Kalscheuren ihm zu Ehren in Böhm Chapel umbenannt.
Zum 100. Geburtstag Böhms 2020 zelebrierte Rainer Maria Kardinal Woelki eine Festmesse in der Kapelle Maria in den Trümmern und dankte Böhm für das von ihm für das Erzbistum Köln geschaffene Schöne, das die Kirchenbesucher „die Schönheit des göttlichen Baumeisters“ erleben lasse.
Kölns Oberbürgermeisterin Henriette Reker kündigte 2020 die Einrichtung eines Gottfried-Böhm-Stipendiums für junge Architekten an, die sich während eines einjährigen Aufenthalts in der Stadt „kreativ, experimentell und visionär mit einem Thema in oder zu Köln auseinandersetzen“ sollen. Der Rat der Stadt Köln beschloss am 10. September 2020 die Einrichtung des Stipendiums ab 2021. Das einjährige Residenzstipendium findet unter der Schirmherrschaft von Kölns Oberbürgermeisterin Henriette Reker in Köln statt und wurde 2023 das erste Mal vergeben.

### Das Gottfried-Böhm-Stipendium
Das Gottfried-Böhm-Stipendium ist gedacht für Architekten, die „ein besonderes Interesse an der Verbindung von Städtebau und Architektur unter Beweis gestellt haben“. Die Arbeiten der Stipendiaten sollen durch eine bauskulpturale Gestaltung ins Auge fallen. Es fördert Architektinnen und Architekten in der Postgraduiertenphase, die besonders interessiert sind an der Verbindung zwischen Architektur und Städtebau. Die Stipendiatin beziehungsweise der Stipendiat bekommt die Möglichkeit, für ein Jahr an kreativen und visionären Aufgaben der Architektur und des Städtebaus für Köln und Peripherie zu arbeiten. Für diesen Zeitraum erhält sie oder er eine kostenfreie Unterkunft, einen Arbeitsplatz in einem kreativen Umfeld mitten in der Stadt und einen monatlichen Förderbetrag von insgesamt 2.500 Euro. Ausgeschrieben und betreut wird das Stipendium vom Verein der Freunde und Förderer der Technischen Hochschule Köln e. V.
Das Grab von Gottfried Böhm liegt auf dem Kölner Südfriedhof, wo er am 16. Juni 2021 beigesetzt wurde.

## Werk
Das Lebenswerk des Baumeisters Gottfried Böhm erstreckt sich über die gesamte zweite Hälfte des 20. bis in die Anfänge des 21. Jahrhunderts. Bis in die späten 1960er Jahre konzentrierte er sich auf den Bau von Kirchen, die herkömmliche Vorstellungen eines Gottesdienstraums „nach dem Marktplatzprinzip aufbrachen“, in den Jahrzehnten danach kamen Profanbauten, Siedlungen und städtischen Freiräume als „eingehauster Stadtraum“ hinzu.
Als charakteristisch für Böhms Bauten, die zu Beginn häufig in Beton, später in Stahl und Glas ausgeführt wurden, gelten ihre räumliche Präsenz und Skulpturenhaftigkeit. Ein Teil davon wird auf Böhms Liebe zur bildenden Kunst zurückgeführt, aufgrund der er neben Architektur Bildhauerei studiert hatte.
Einige von Böhms besonders prominenten Kirchenbauten sind mit dem Attribut „expressionistisch“ versehen worden oder gelten als Beispiele des Brutalismus. Insgesamt entzieht sich das Werk Böhms jedoch der Einordnung in eine bestimmte architektonische Stilrichtung oder Mode; sie ist eher von einem speziellen „Böhm-Touch“, einer über die Generationen der Architektenfamilie verbindenden roten Faden, geprägt.

### Frühe Bauten

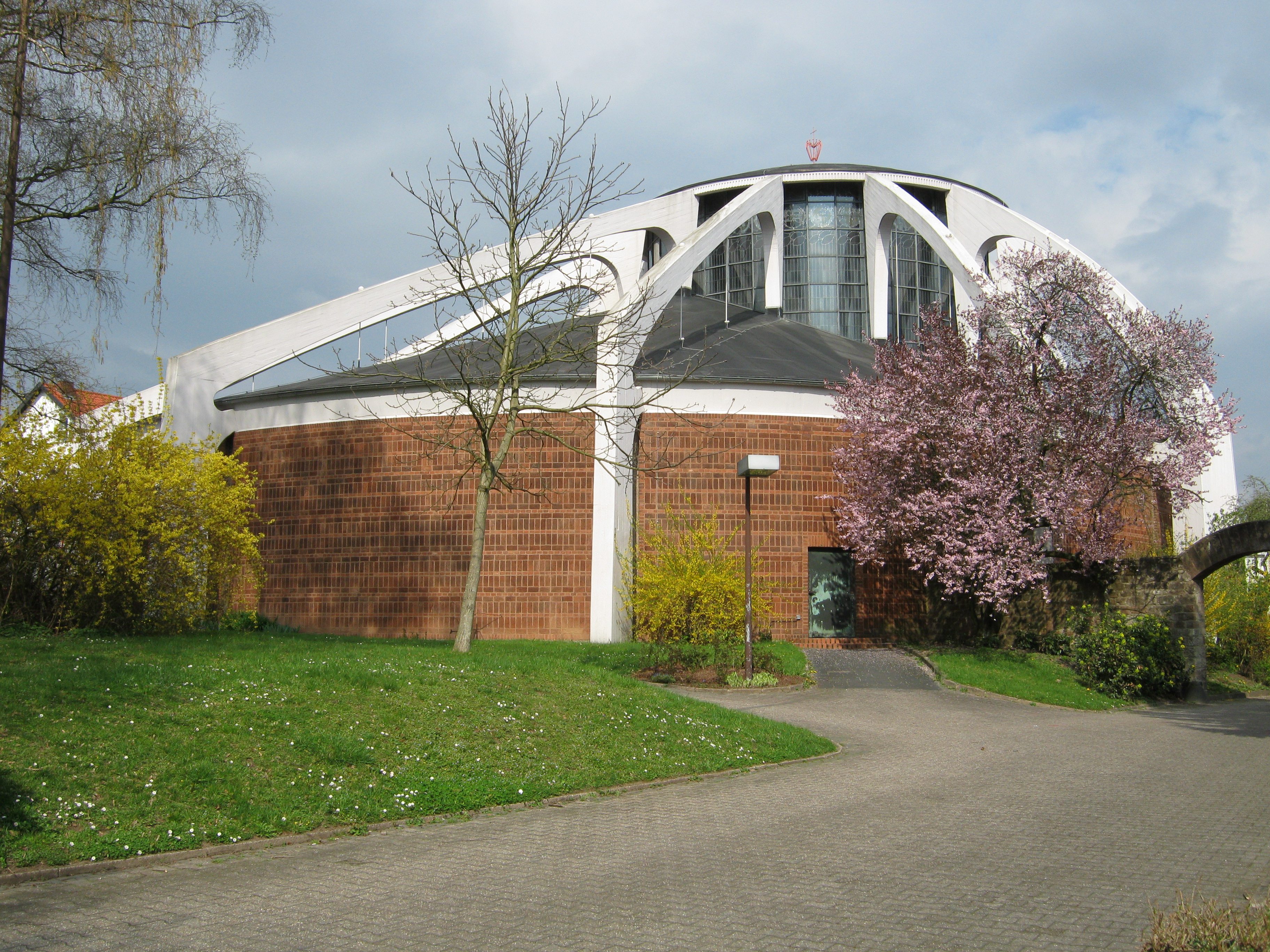
Die Pfarrkirche St. Albert in Saarbrücken (Foto: 2010)

In den ersten Jahren seiner Arbeit nutzte Böhm die Freiheiten, die ihm die Arbeit im Kirchenbau boten. Er setzte die von ihm entwickelte „Gewebedecken“ – eine Weiterentwicklung von Rabitzschalen – in die Praxis um, leichte, hängend konstruierte Betonschalen mit textiler Wirkung. Erstmals verbaute er diese in der Kapelle St. Kolumba in Köln, seinem frühesten eigenständigen Sakralbau. Typische Bauten dieser Zeit sind St. Anna in Köln-Ehrenfeld oder St. Albert in Saarbrücken.
Insgesamt sind die frühen Bauten Böhms von großem Formenreichtum und einer Vielfalt geprägt, mit der er sich gegen die Uniformität der städtischen Nachkriegsarchitektur stemmte. Bei aller Vielfalt sind viele der Bauten jedoch noch geometrisch in ihren Formen, ihre Baukörper sind Quader, Pyramiden, Kegel, schlanke bleistiftartige Türme und Säulen. Manche, etwa die Herz-Jesu-Kirche in Schildgen, verbergen sich hinter hohen Mauern; andere dominieren traditionell ihre städtische Umgebung, so etwa die Kirche in Blumenau im Süden Brasiliens.

### Internationaler Ruhm

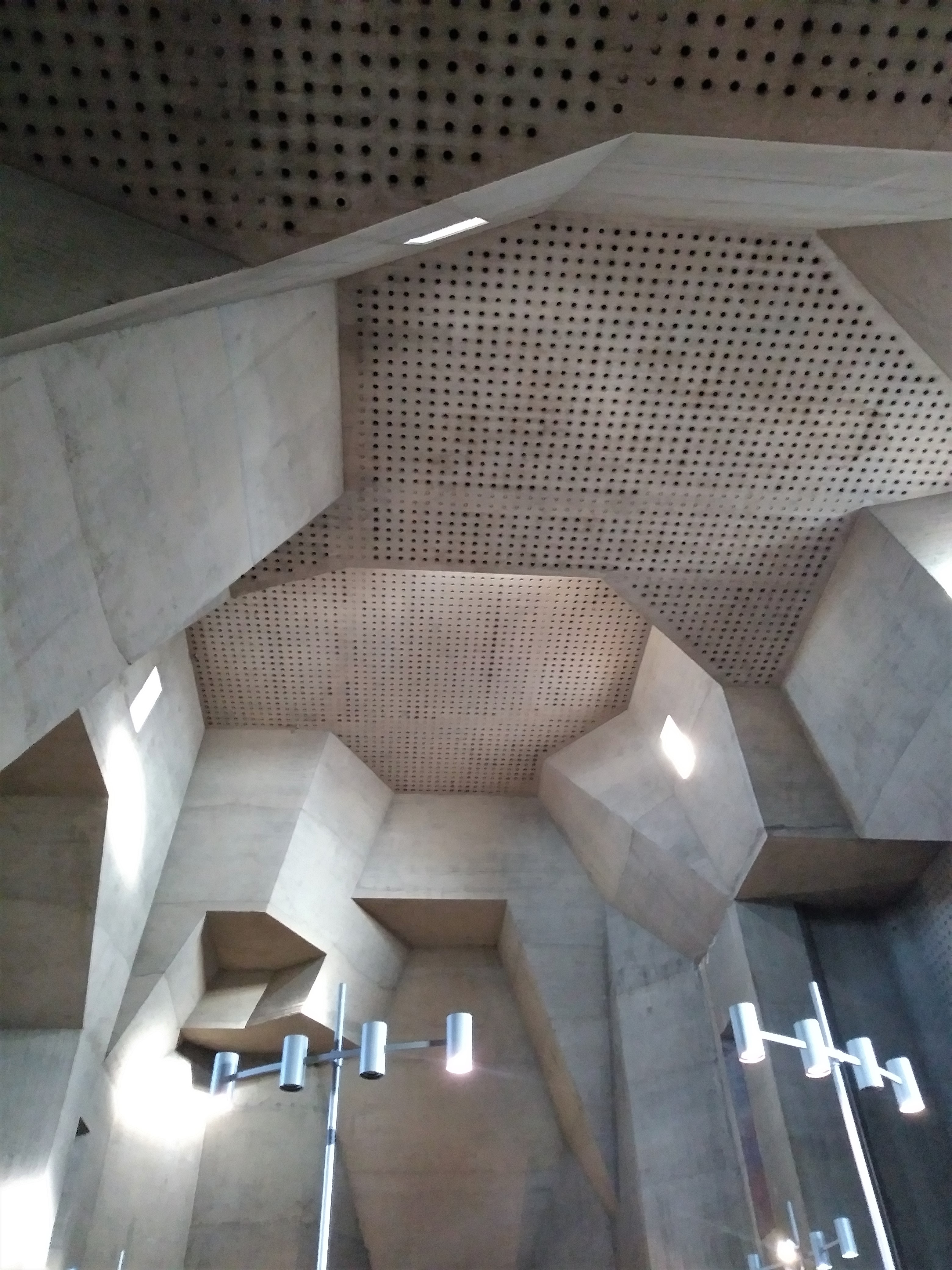
Faltdecke der Stadtpfarrkirche St. Ludwig in Saarlouis (Foto: 2019)

In den 1960er Jahren entwickelte Böhm die kristallinen „Betonfelsen“, die ihn international bekannt machen sollten. Auf dem Weg zu den neuen Raumformen standen die Marienkirche (heute: Fatimakirche) in Kassel-Wilhelmshöhe und die großen asymmetrischen Faltdecken in St. Gertrud (Köln). St. Anna in Hämmern, Christi Auferstehung in Köln-Lindenthal und St. Paul in Bocholt gehören ebenfalls zu diesen Bauten. Beton ist das dominierende Material; in Ausnahmefällen kommt Backstein zum Einsatz. Den Höhepunkt bildet die 1968 geweihte Wallfahrtskirche in Neviges, die gemeinhin als Böhms wichtigstes Werk gilt. Hier dominiert die monumentale Raumplastik, die sich auf unregelmäßigem Grundriss erhebt und in kristallinen Formen in die robusten Faltdächer übergeht. Nicht zuletzt auch besonders wirksam durch die bedeutende Innenausstattung mit seinen selbst gestalteten Fenstern und der ca. 5 m hohen Mariensäule von Elmar Hillebrand, die das sehr kleine Nevigeser Wallfahrtsbild umschließt.
Mit dem Ende der 1960er Jahre und der ersten Wirtschaftskrise der Bundesrepublik endete jedoch die Kirchenbaukonjunktur, so dass Böhm neue Schwerpunkte entwickeln musste.

### Städte- und Siedlungsbau

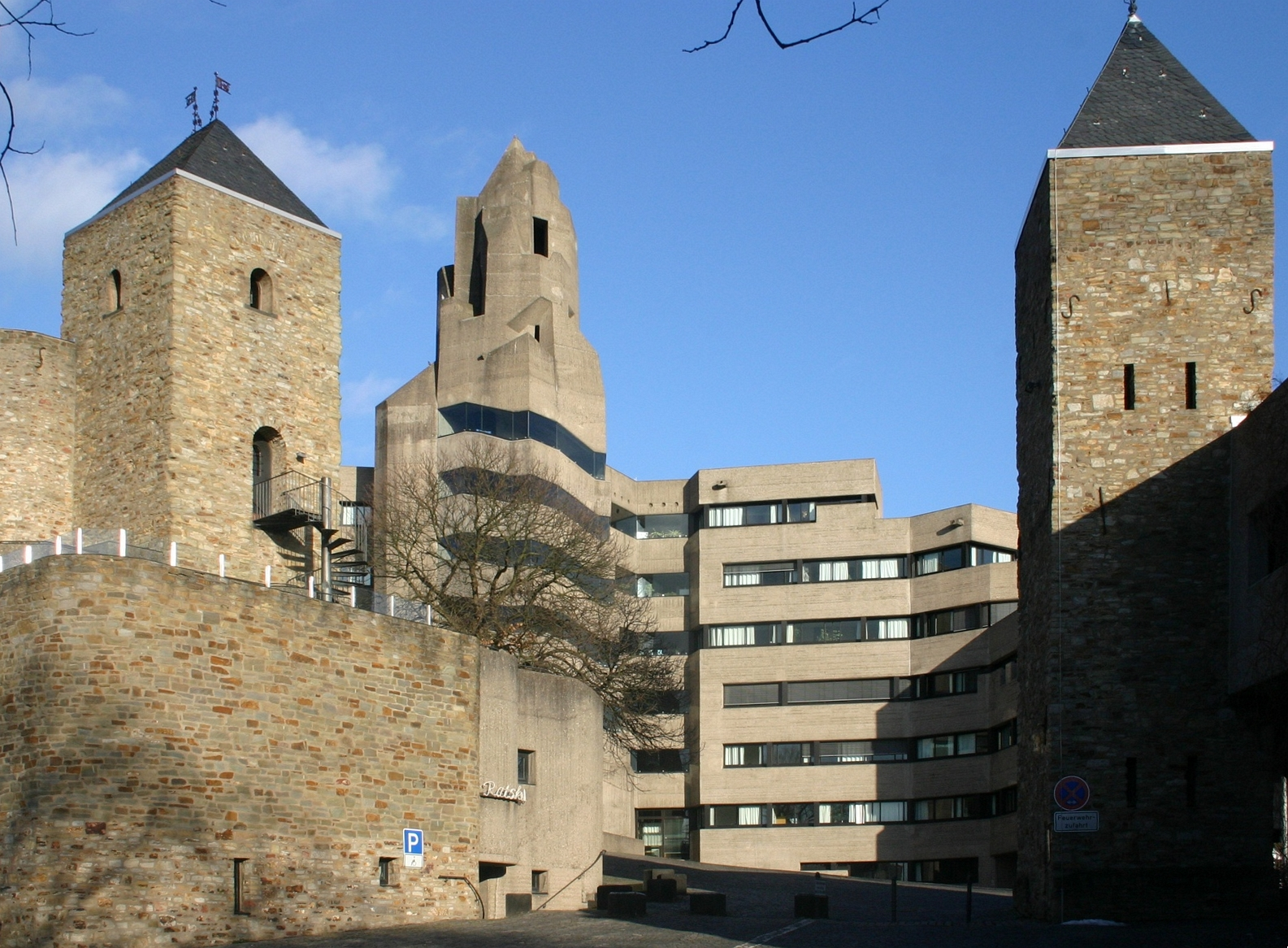
Das Bensberger Rathaus als Symbiose von historischem und zeitgenössischem Bauen (Foto: 2009)

Bereits in den 1960er Jahren hatte Böhm einige historische Bauten durch Betonkonstruktionen modernisiert und ausgebaut, darunter die Godesburg in Bonn, die Kauzenburg in Bad Kreuznach und schließlich – als ausdrucksstärkstes dieser Zeit – das neue Bensberger Rathaus, das architektonisch mit der alten Burg eine neue Verbindung einging.
Auch aus wirtschaftlichen Gründen wandte Böhm sich in den 1970er Jahren von den phantastisch-skulpturalen Bauformen weg, hin zu flexibleren und funktionalen Bauelementen, darunter Stahlträgern oder Systemelementen. Auftraggeber in dieser Epoche waren zunehmend Kommunen, die Rathäuser bauten, aber auch Nachholbedarf an Museen- und Theaterbauten hatten. Zu Böhms Arbeiten dieser Zeit gehören das Bürgerhaus Bergischer Löwe in Bergisch Gladbach, das Diözesanmuseum in Paderborn oder auch das Rathaus in Bocholt.

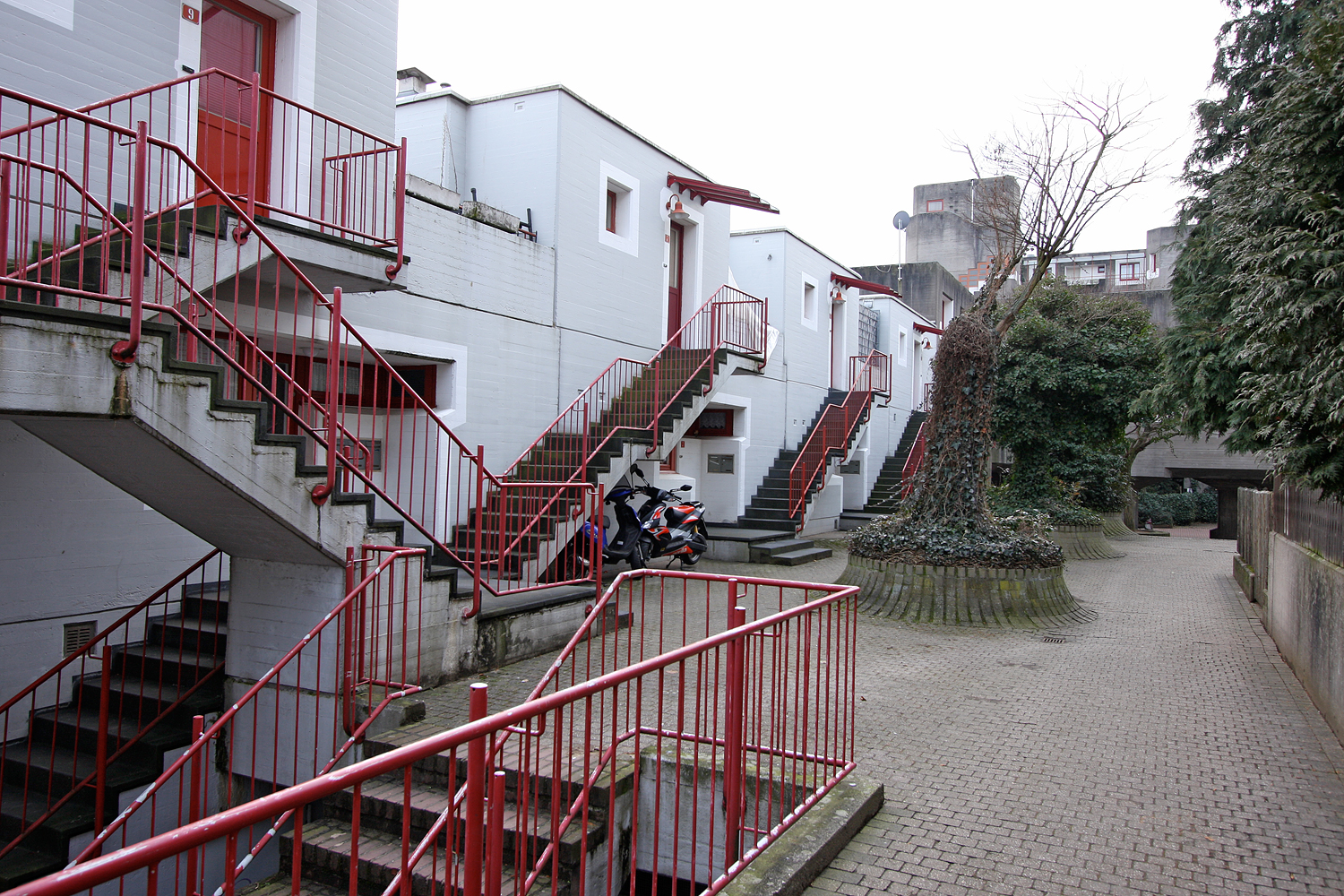
Teil der Wohnsiedlung in Köln-Chorweiler (Foto: 2009)

In der Trabantenstadt Chorweiler im Norden von Köln entwickelte Böhm bis 1974 eine Siedlung, die sich von den Massenquartieren der 1960er Jahre deutlich abhob. Ein mehrstöckiges Hochhaus wölbt sich um einen zentralen Platz; dazu kommen verschachtelte, mehr Rückzugsmöglichkeiten bietende Wohnungen entlang einer schmalen Gasse. Die Siedlung blieb im sozialen Wohnungsbau beispielhaft, da die Kosten die von üblichen Hochhausbauten überstiegen. Die wenigen kirchlichen Gebäude in diesem Jahrzehnt waren eher funktionale Gemeindezentren als große Kirchenbauten. Die Wallfahrtskirche in Wigratzbad, auf flexible Erweiterbarkeit oder sogar Reduktion der Bauten angelegt, sowie das Gemeindezentrum in Essen-Kettwig mit seiner Aluminium-Glas-Fassade gehören dazu.

### Pritzker-Preis und Spätwerk
1986 würdigte die Jury des renommierten Pritzker-Preises Gottfried Böhm als ersten Deutschen mit der Verleihung desselben. Man lobte Böhms Verbindung von Tradition und Moderne und stellte ihn in der Laudatio selbst als Teil einer Tradition vor, indem er als „Sohn, Enkel, Ehemann und Vater von Architekten“ bezeichnet wurde.

“His highly evocative handiwork combines much that we have inherited from our ancestors with much that we have but newly acquired – an uncanny and exhilarating marriage, to which the Pritzker Architecture Prize is happy to pay honor.”

„Sein hochbewegendes Werk kombiniert vieles von dem, was wir ererbt haben, mit dem, was wir neu erworben haben – eine unheimliche und berauschende Verbindung, der der Pritzker Architekturpreis mit Freude die Ehre erweist.“

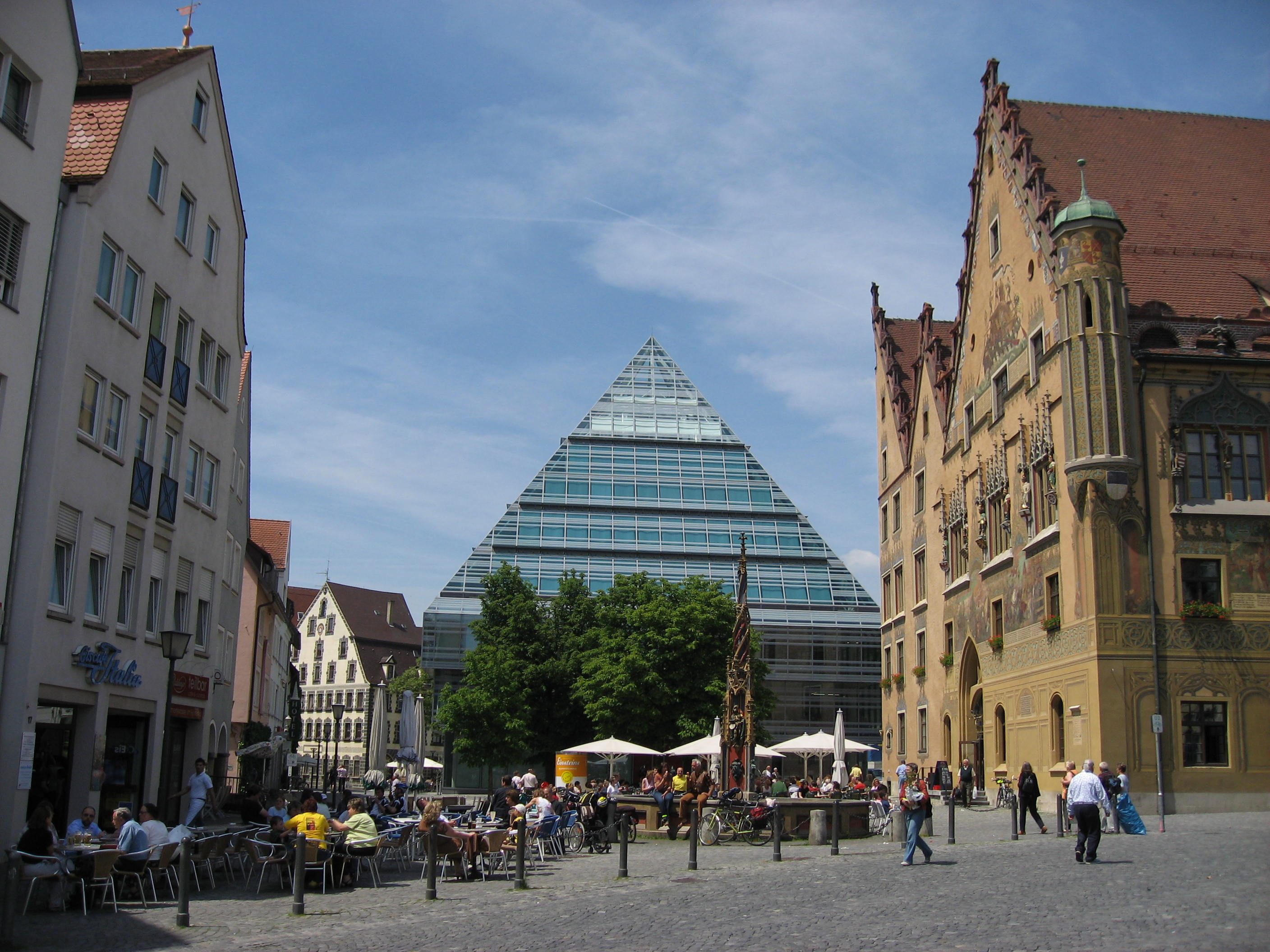
Ulmer Stadtbibliothek, 1998–2004

Schon 1985, lange vor der deutschen Wiedervereinigung, wurde Böhm von Helmut Kohl mit einem vertraulichen Gutachten zum Umbau des Berliner Reichstagsgebäudes betraut, in dem der Bundestag damals einmal im Jahr tagte. Böhm entwickelte die Idee der gläsernen Kuppel für das Parlament, auf deren Spitze sich Besucher aufhalten und spiralförmige Wege entlang wandern können. Als das Projekt schließlich akut wurde, wurden seine Entwürfe den teilnehmenden Architekten als Information zur Verfügung gestellt. Böhm war an der tatsächlichen Umsetzung dann nicht beteiligt, dennoch findet sich einiges der ursprünglichen Ideen des Architekten in dem umgesetzten Bau wieder.

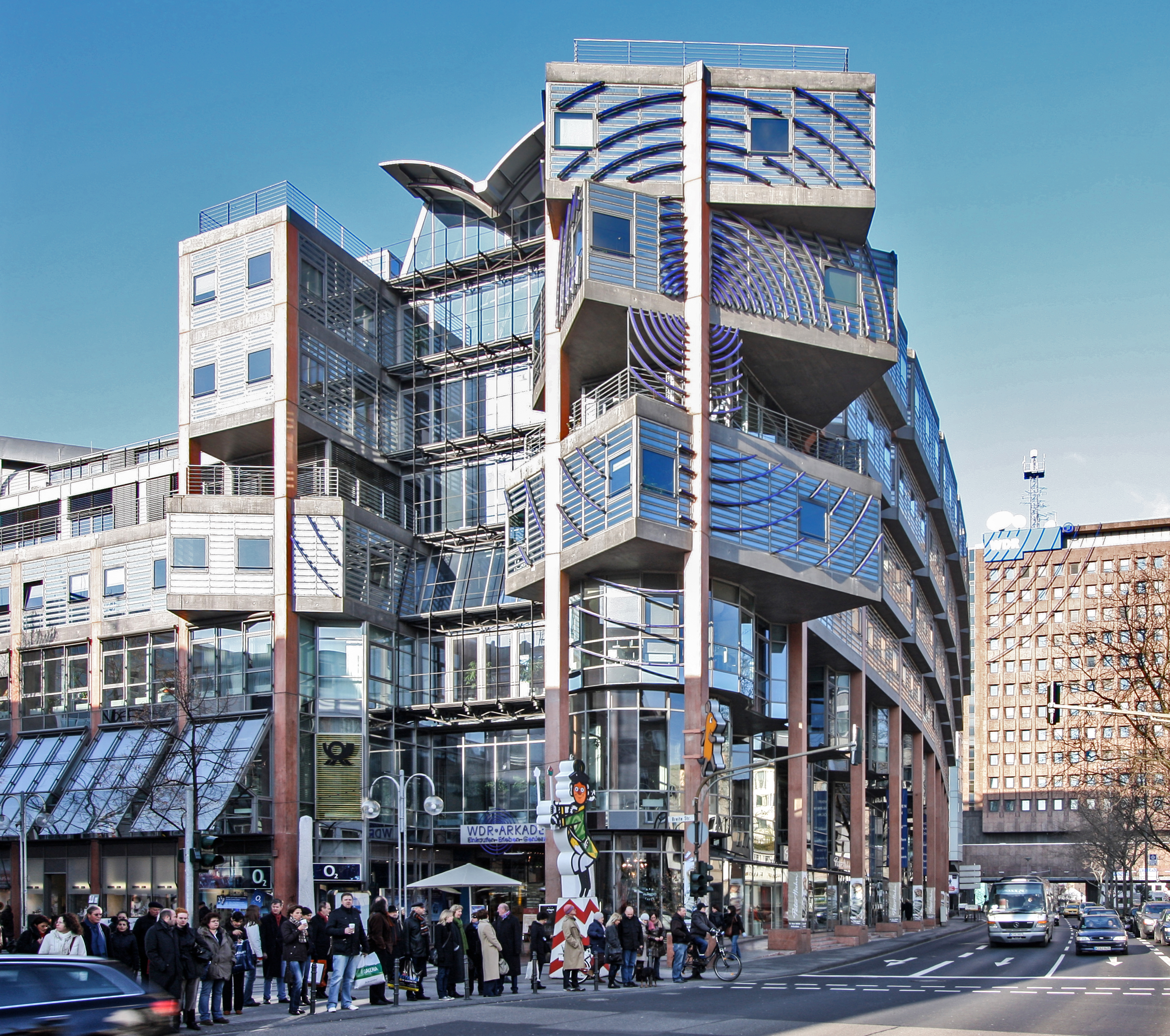
Die WDR-Arkaden, entstanden in Zusammenarbeit mit Elisabeth Böhm und Peter Böhm, 1991–1998

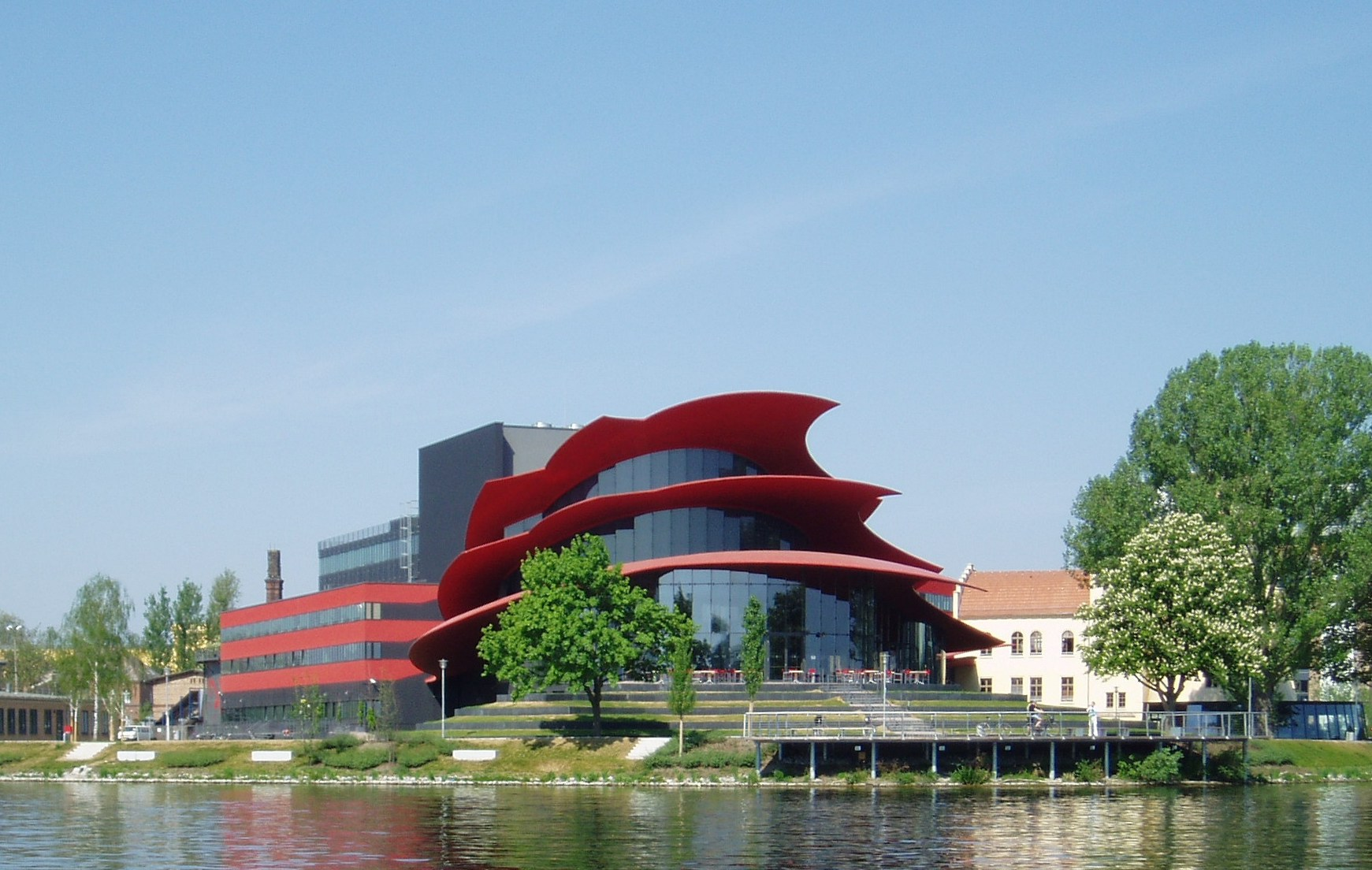
Hans-Otto-Theater in Potsdam, 1995–2006

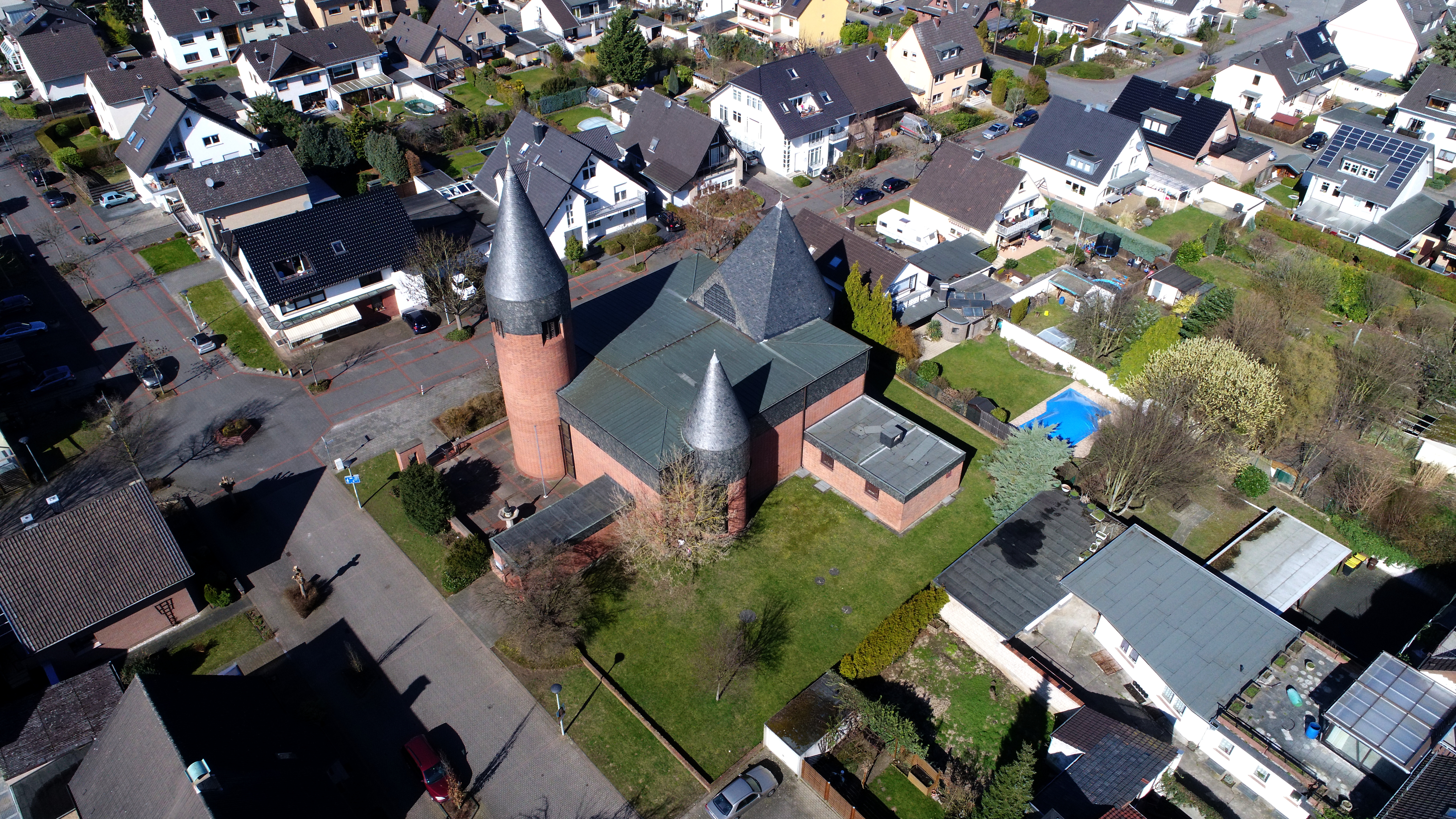
Müllekoven, Pfarrkirche St. Adelheid

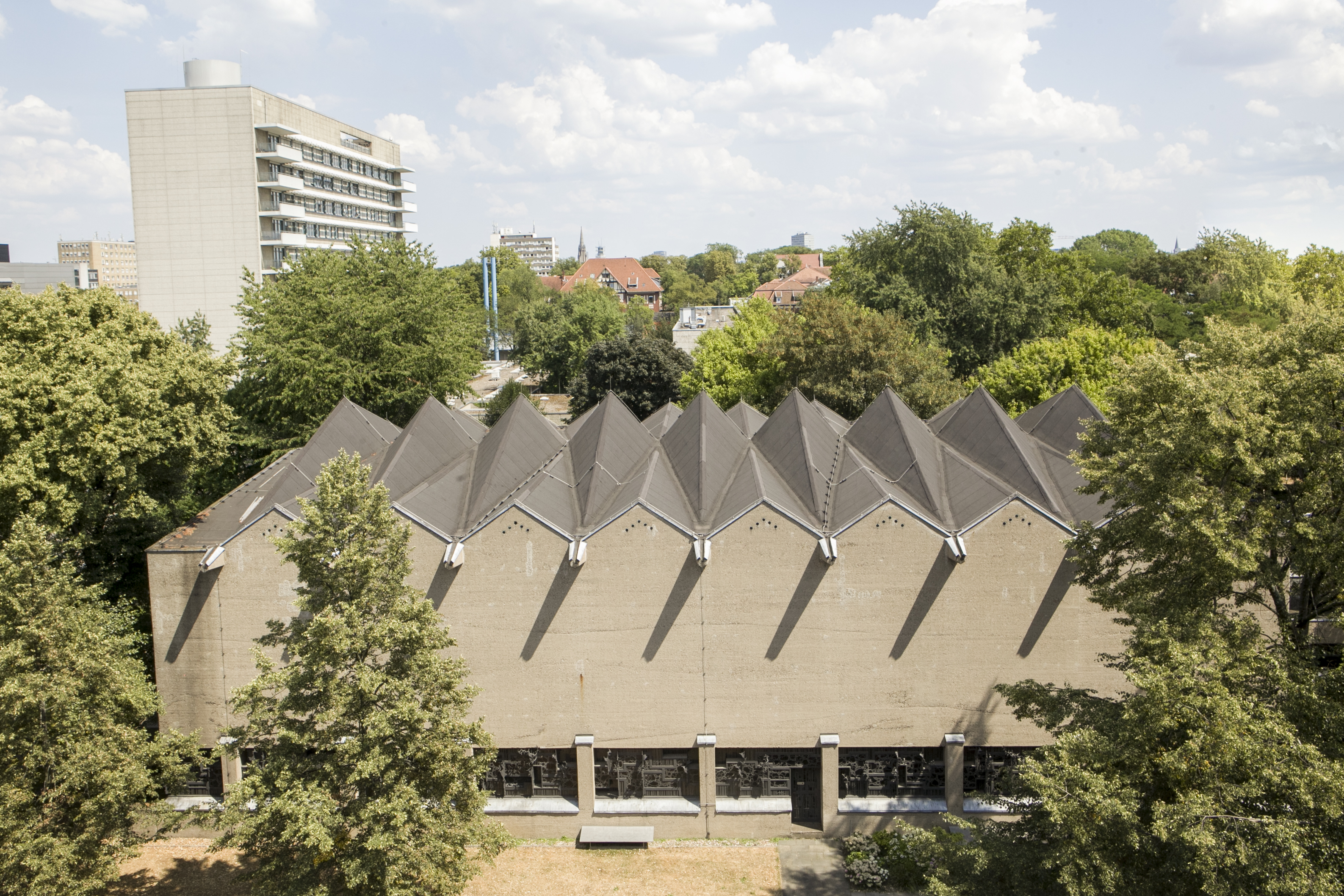
Köln, Katholische Klinikkirche St. Johannes der Täufer (1965)

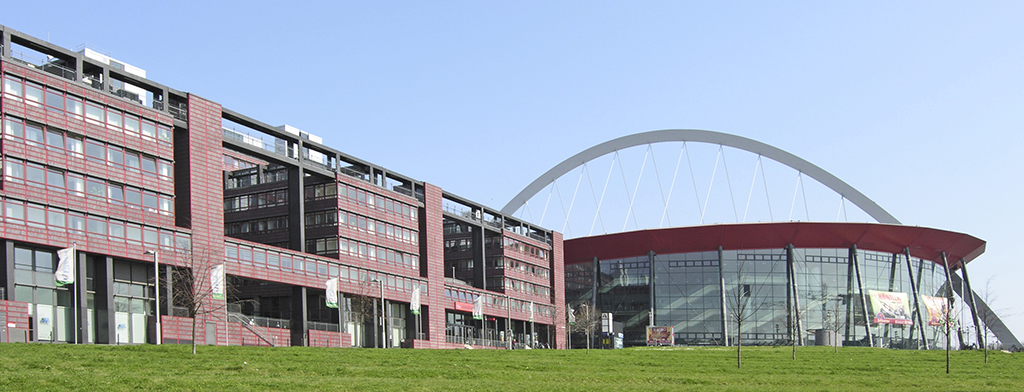
Kölnarena und Technisches Rathaus Köln (1996–1998)

Von 1982 bis 1989 entstand unter der Beteiligung Böhms die Wiederherstellung des Schlosses Saarbrücken. Böhm ist auch für den Entwurf des markanten Mittelbaus verantwortlich, dessen Stahl-Glas-Konstruktion die beiden Schlossflügel verbindet. 1986 wurde die neue Bahnstation Neulußheim nach seinen Vorstellungen gebaut.
Ende der 1980er und in den 1990er Jahren entstanden eine ganze Reihe von im öffentlichen Raum deutlich wahrnehmbaren Bauten, an denen teilweise bereits Böhms Söhne oder – im Fall der WDR Arkaden – seine Frau Elisabeth beteiligt waren. Die Glaspyramide der Ulmer Stadtbibliothek, das Bibliotheks- und Hörsaalgebäude in A3 der Universität Mannheim, das Verwaltungsgebäude der Deutschen Bank in Luxemburg-Kirchberg und das Stadttheater in Itzehoe gehören ebenso dazu wie die Mantelbebauung der Lanxess Arena und die Veranstaltungshalle selbst in Köln-Deutz sowie ein städtisches Verwaltungsgebäude in Köln-Kalk. Sein wohl bekanntester Firmensitz ist der unter Mitwirkung des Bauingenieurs Jörg Schlaich entstandene Züblin-Bau in Stuttgart-Möhringen mit seiner gläsern überbauten Mittelhalle.
Das Hans Otto Theater in Potsdam (2006) und die DITIB-Zentralmoschee Köln-Ehrenfeld (2007–2018) seines Sohnes Paul Böhm sind die letzten Bauten, an denen Gottfried Böhm mitwirkte. Sie verweisen mit ihren Schalenkonstruktionen auf sein Frühwerk.

## Preise und Auszeichnungen
- 1967: Kölner Architekturpreis für Pfarrzentrum St. Gertrud (Köln) (1962/1965)[33]
- 1968: Architekturpreis des Bundes Deutscher Architekten, Münster
- 1971: Architekturpreis des Bundes Deutscher Architekten, Düsseldorf
- 1974: Kunstpreis Berlin der Akademie der Künste (Berlin)
- 1975: Großer BDA-Preis des Bundes Deutscher Architekten, Bonn
- 1977: Ehrenprofessur Universidad Nacional Federico Villarreal, Lima, Peru
- 1977: F.-Villareal-Preis, Lima/Peru
- 1982: Grande Medaille d’Or d’Architecture, L’Académie d’Architecture Paris, Frankreich
- 1982: Honorary Fellow American Institute of Architects, New York Chapter[34] (235 Voigt)
- 1983: Honorary Fellow American Institute of Architects (Hon. FAIA)[35]
- 1985: Fritz-Schumacher-Preis, Hamburg
- 1985: Ehrendoktor TU München
- 1985/1986: Paul Philippe Cret Professor of Architecture der School of Design der University of Pennsylvania
- 1986: Pritzker-Preis, USA
- 1987: Gebhard-Fugel-Kunstpreis der Deutschen Gesellschaft für christliche Kunst
- 1991: Honorary Fellow des Royal Institute of British Architects in London
- 1993: Großer (Kunst-) Kulturpreis der Sparkassen-Kulturstiftung Rheinland
- 1993: Aufnahme als Mitglied in die Akademie der Künste (Berlin)
- 1994: Ehrenmedaille des Architekten- und Ingenieurvereins Köln „Für Verdienste um unsere gebaute Umwelt“
- 1996: Staatspreis des Landes Nordrhein-Westfalen
- 2006: Lebenswerk-Ausstellung „Gottfried Böhm – Felsen aus Beton und Glas“ im Deutschen Architekturmuseum in Frankfurt am Main,[36] 2009 „wesentlich erweitert und aktualisiert“ im Museum für Angewandte Kunst Köln[37]

## Zitate

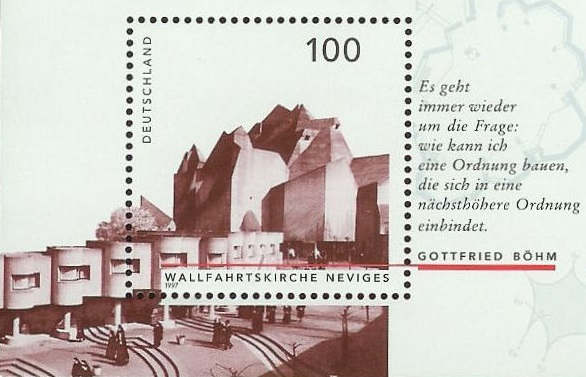
Briefmarke der Deutschen Post (1997) mit der Wallfahrtskirche Neviges und Zitat von Gottfried Böhm: „Es geht immer wieder um die Frage: wie kann ich eine Ordnung bauen, die sich in eine nächsthöhere Ordnung einbindet.“

“A building is a human being’s space and the background for his dignity and its exterior should reflect its contents and function.”

„Ein Gebäude ist für den Menschen Raum und Rahmen seiner Würde, und dessen Äußeres sollte seinen Inhalt und seine Funktionen reflektieren.“

„Ich lese gerade das Buch Sakralbauten der Architektenfamilie Böhm. Da ist auch von dem Brutalismus die Rede. Das beschäftigt mich im Moment leider ziemlich stark. Ich möchte doch nicht als brutaler Mensch gelten, einer der brutalistisch baut. Nur weil ich Beton verwende? Sind Kirchen in Granit dann auch brutalistisch? Mir geht es um Wärme. Das möchte ich haben: Dass meine Bauten innen drin und auch außen Wärme ausstrahlen.“

## Dokumentarfilm
- Die Böhms – Architektur einer Familie, Regie: Maurizius Staerkle Drux, 2014.

## Kulturfeature
- Das Haus Böhm – Eine Architektendynastie. Kulturfeature von Marc Bädorf, WDR 3, 19. April 2025, 53:01 Min.